# Isaak Kikóin
Isaak Konstantínovich Kikóin (en ruso: Исаа́к Константи́нович Кико́ин), 28 de marzo de 1908, Žagarė, Lituania, Imperio Ruso – 28 de diciembre de 1984, Moscú, URSS, fue un notable físico soviético, y académico de la Academia de Ciencias de la URSS. A lo largo de su vida ha cosechado una gran cantidad de distinciones por sus contribuciones a las ciencias. 

## Biografía
Kikóin fue con Ígor Kurchátov uno de los fundadores del Instituto de Energía Atómica Kurchátov, la cual desarrolló el primer reactor nuclear soviético en 1946. Este fue el puntapié inicial en la era nuclear soviética, realizando pruebas a partir de 1949.
En 1970, Kikóin (conjuntamente con Andréi Kolmogórov) empezó a editar la revista Kvant, una revista de ciencia, física y matemática, para profesores y alumnado escolares.

## Premios y honores
- 1942 - Premio Estatal Stalin

- 1949 - Premio Estatal Stalin
- 1951 - Premio Estatal Stalin
- 1951 - Héroe del Trabajo Socialista
- 1953 - Premio Estatal Stalin
- 1959 - Premio Lenin
- 1967 - Premio Estatal de la URSS
- 1971 - Medalla de Kurchátov

## Véase también

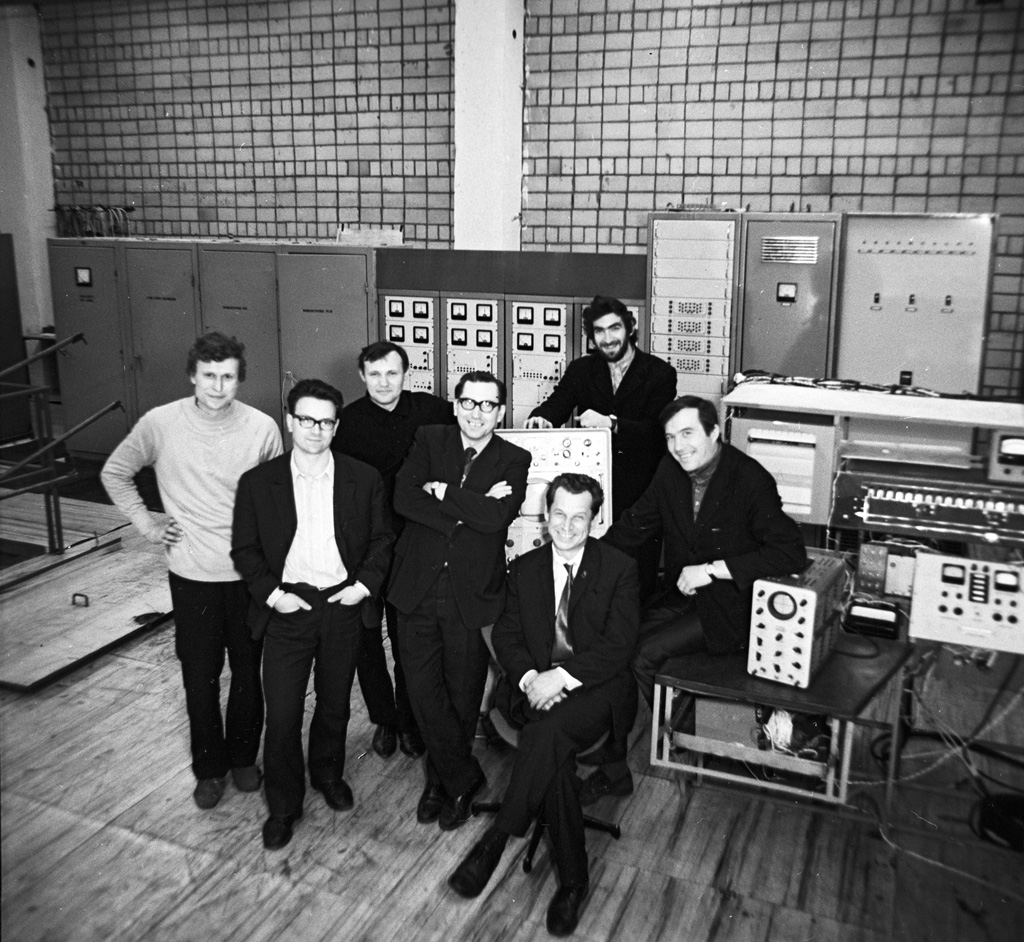
Kikóin fundó junto a Kurchátov el Instituto de Energía Nuclear